# Eriocaulon paraguayense
Eriocaulon paraguayense är en gräsväxtart som beskrevs av Friedrich August Körnicke. Eriocaulon paraguayense ingår i släktet Eriocaulon och familjen Eriocaulaceae. Inga underarter finns listade i Catalogue of Life.